# Марковское сельское поселение (Ивановская область)
Ма́рковское сельское поселение — муниципальное образование в юго-восточной части Комсомольского района Ивановской области с центром в селе Марково.
Расстояние до районного центра (город Комсомольск) — 12 км.

## История
Марковское сельское поселение образовано 25 февраля 2005 года в соответствии с Законом Ивановской области № 43-ОЗ. В его состав вошли населённые пункты упразднённого Марковского сельсовета.

## Население
| 2002  | 2010  | 2011  | 2012  | 2013  | 2014  | 2015  |
| ----- | ----- | ----- | ----- | ----- | ----- | ----- |
| 1578  | ↘1460 | ↘1458 | ↗1459 | ↗1511 | ↗1559 | ↗1571 |
| 2016  | 2017  | 2018  | 2019  | 2020  | 2021  |       |
| ↘1545 | ↗1572 | ↘1565 | ↘1550 | ↘1537 | ↘1272 |       |

## Состав сельского поселения
| № | Населённый пункт | Тип населённого пункта       | Население |
| - | ---------------- | ---------------------------- | --------- |
| 1 | Воронцово        | деревня                      | ↘80       |
| 2 | Губино           | деревня                      | ↘8        |
| 3 | Кулеберьево      | село                         | ↘150      |
| 4 | Марково          | село, административный центр | ↘1213     |
| 5 | Семенцево        | деревня                      | 0         |
| 6 | Томарово         | деревня                      | ↘9        |

## Экономика
На протяжении XX века, начиная с 30-х годов на территории поселения активно разрабатывались торфяные месторождения для обеспечения топливом Ивановской ГРЭС, расположенной в Комсомольске. В настоящее время запасы торфа полностью исчерпаны.
Имеется 7 торговых точек. Сельское хозяйство представлено частными, приусадебными участками.

## Инфраструктура
В Марково находится офис врача общей практики, отделение почтовой связи, отделение филиала Сбербанка России. Услуги в сфере жилищно-коммунального хозяйства предоставляет ООО «Марковское ЖКХ».